# Zanzariera

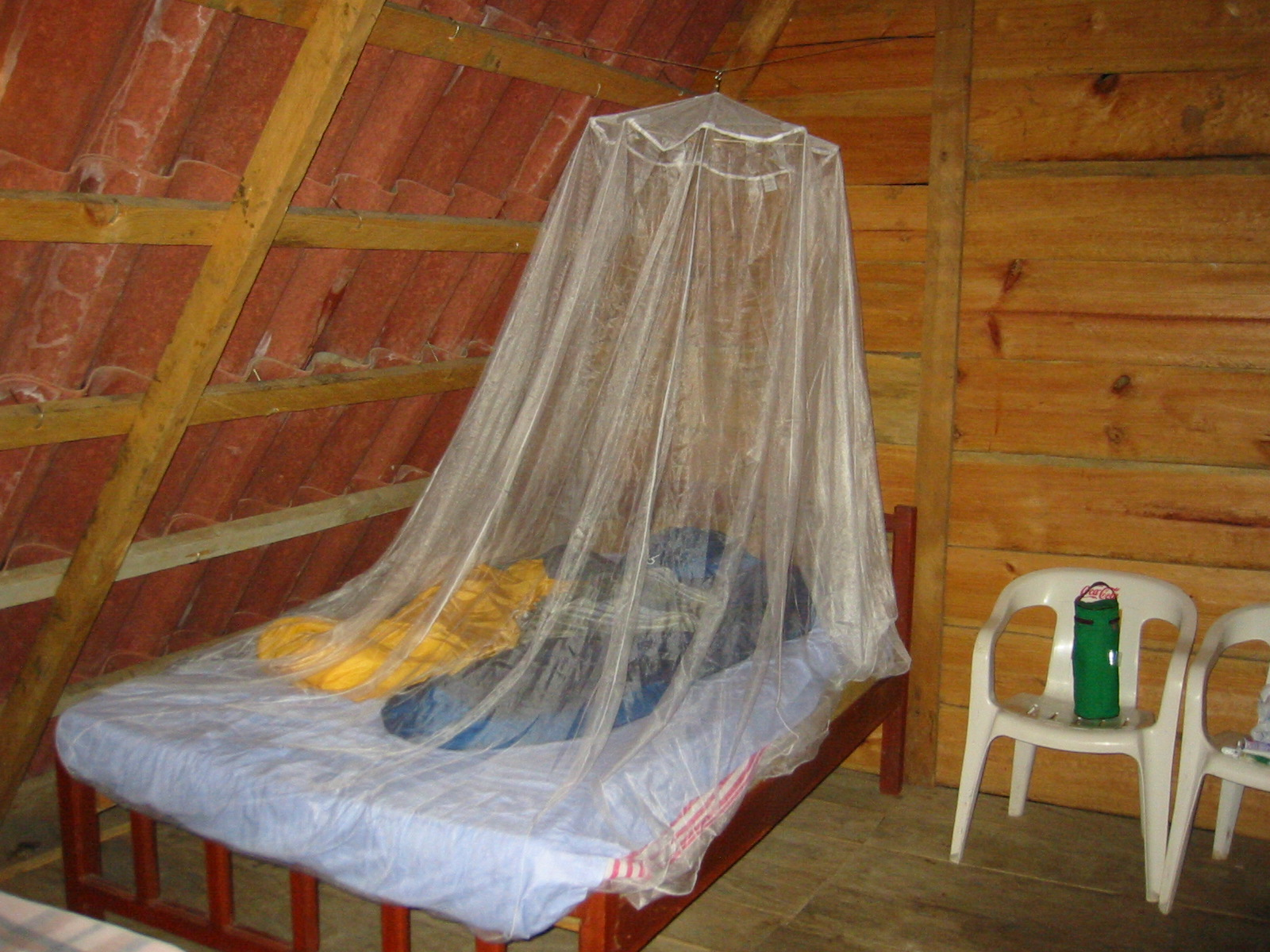
Zanzariera a tenda su un letto

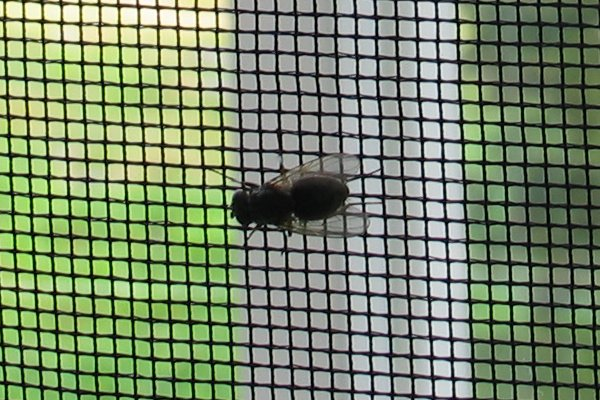
Zanzariera integrata in una tenda

La zanzariera è un dispositivo di protezione contro le zanzare, mosche e altri insetti, quindi indirettamente anche contro eventuali malattie di cui i suddetti insetti possano essere portatori (vedi es. malaria). La sottile e fitta maglia della rete di cui è composta permette una relativa impossibilità di contatto con tali animali e grazie alla messa a fuoco dell'occhio umano al di là della rete stessa, risulta quasi trasparente alla vista; l'afflusso dell'aria per contro viene parzialmente indebolito, ma non bloccato.
Per proteggere l'interno degli edifici la zanzariera è tipicamente integrata con gli infissi: a soffietto, a cerniera, con nastro adesivo, fisse, scorrevoli, magnetiche, con rete metallica, con rete in materiale plastico.
Le zanzariere a tenda sono spesso utilizzate in località dove sono comuni la malaria o altre malattie contraibili a causa degli insetti; tale tipo di tenda ha una struttura che inizia da un unico punto in alto ben sigillato e scende sino alla base intorno al letto. Poiché gli insetti possono mordere attraverso la rete, quest'ultima non deve poggiare direttamente sulla pelle.
Le zanzariere trattate con gli insetticidi - conosciuti come reti trattate da insetticida (acronimo inglese: ITN) - sono state sviluppate negli anni ottanta per la prevenzione dalla malaria. Queste reti, impregnate di un insetticida piretroide come il deltametrina o il permetrina, uccidono e respingono le zanzare. Le reti di questo tipo, però, devono essere sostituite o ritrattate con l'insetticida periodicamente.

## Storia
La zanzariera viene utilizzata principalmente per la protezione contro Anopheles gambiae, il vettore di trasmissione della malaria. La prima segnalazione nota di sintomi simili alla malaria risale al 2700 a.C. in Cina. Il vettore di questa malattia non fu identificato fino al 1880, quando Sir Ronald Ross identificò le zanzare come vettore della malaria.
La zanzariera ha una lunga storia e il suo utilizzo è stato datato alla preistoria. Si dice che anche Cleopatra, l'ultimo faraone attivo dell'antico Egitto, dormisse sotto una zanzariera.
L'egiziano Conopeum o Conopium (greco antico: κωνώπιον o κωνόπιον o κωνωπεῖον) era una zanzariera realizzata per tenere lontane zanzare e altri insetti volanti. Prese il nome da κώνωψ, che significa zanzara in greco, ed è l'origine della parola inglese canopy. Queste tende erano particolarmente utilizzate in Egitto a causa delle zanzare che infestano il Nilo. Lo Scholiast on Juvenal ricorda che a Roma erano chiamati cubiculare. Sono ancora utilizzati in Grecia e in altri paesi che si affacciano sul Mediterraneo.
Sebbene l'uso del termine zanzariera risalga alla metà del XVIII secolo, la letteratura indiana del periodo tardo medievale fa riferimento all'uso delle zanzariere nel culto rituale indù. La poesia composta da Annamayya, il primo musicista e poeta telugu conosciuto, fa riferimento a domatera, che significa "zanzariera" in lingua telugul.
Le zanzariere furono utilizzate durante la costruzione del Canale di Suez afflitta dalla malaria.

## Costruzione
Le zanzariere possono essere realizzate in cotone, polietilene, poliestere, polipropilene o nylon. Una dimensione della maglia di 1,2 millimetri (0,047 pollici) ferma le zanzare, e più piccola, come 0,6 millimetri (0,024 pollici), ferma altri insetti pungenti come i Ceratopogonidae.
Una mosquito bar è una forma alternativa di zanzariera. È costruita con un sottile tessuto a rete trasparente montato e drappeggiato su un telaio a forma di scatola. È progettata per adattarsi a un'area o a un oggetto come un sacco a pelo per fornire protezione dagli insetti. Una mosquito bar potrebbe essere utilizzata per proteggersi da zanzare e altri insetti mentre si dorme nelle zone della giungla. La maglia a rete è tessuta abbastanza strettamente da impedire agli insetti di entrare ma abbastanza larga da non interferire con la ventilazione. Il telaio è generalmente autoportante, sebbene possa essere progettato per essere fissato dall'alto a un supporto alternativo come i rami degli alberi.

## Utilizzo
Le zanzariere sono spesso utilizzate dove la malaria o altre malattie trasmesse dagli insetti sono comuni, specialmente come copertura simile a una tenda sopra un letto. Per l'efficacia, è importante che la rete non presenti fori o fessure sufficientemente grandi da consentire l'ingresso di insetti. È anche importante "sigillare" correttamente la rete perché le zanzare sono in grado di "strisciare" attraverso reti fissate in modo improprio. Poiché un insetto può mordere una persona attraverso la rete, essa non deve poggiare direttamente sulla pelle.
La zanzariera può essere appesa sopra i letti dal soffitto o da un telaio, integrata nelle tende o installata in finestre e porte. Quando appese sopra i letti, le reti rettangolari offrono più spazio per dormire senza il pericolo che la rete entri in contatto con la pelle, a quel punto le zanzare possono mordere attraverso la rete non trattata. Alcune zanzariere più recenti sono progettate per essere sia facili da installare che pieghevoli dopo l'uso.
Laddove le zanzariere sono distribuite liberamente o a buon mercato, i residenti locali a volte le usano opportunisticamente in modo inappropriato, ad esempio come reti da pesca. Quando vengono utilizzate per la pesca, le zanzariere hanno conseguenze ecologiche dannose perché la maglia fine di una zanzariera trattiene quasi tutti i pesci, compresi pesci immaturi o piccoli e specie di pesci non adatte al consumo. Inoltre, gli insetticidi con cui è stata trattata la rete, come la permetrina, possono essere dannosi per i pesci e per altra fauna acquatica.

## Reti trattate con insetticida
Le zanzariere trattate con insetticidi, note come insecticide-treated nets (ITN) o reti da letto (bednets), sono state sviluppate e testate negli anni '80 per la prevenzione della malaria da P. Carnevale e dal suo team a Bobo-Dioulasso, Burkina Faso. Si stima che gli ITN siano due volte più efficaci delle reti non trattate e offrano una protezione superiore al 70% rispetto a quelle senza rete. Queste reti sono trattate per immersione utilizzando un insetticida piretroide sintetico come deltametrina o permetrina che raddoppierà la protezione rispetto a una rete non trattata uccidendo e respingendo le zanzare. Per la massima efficacia, le ITN dovrebbero essere nuovamente impregnate di insetticida ogni sei mesi. Questo processo pone un notevole problema logistico nelle zone rurali. Le reti insetticide più recenti e di lunga durata (LLIN) hanno ora sostituito le ITN nella maggior parte dei paesi.

## Efficacia
La distribuzione di zanzariere o bednets impregnate di insetticidi come permetrina o deltametrina si è dimostrata un metodo estremamente efficace di prevenzione della malaria. Secondo uno studio Nature del 2015, le zanzariere hanno evitato il 68% dei circa 663 milioni di casi evitati di infezione da malaria dal 2000. È anche uno dei metodi di prevenzione più convenienti. Queste reti possono spesso essere ottenute per circa 2,50 – 3,50 dollari (2–3 euro) dalle Nazioni Unite, dall'Organizzazione mondiale della sanità (OMS) e da altri. Gli ITN hanno dimostrato di essere il metodo di prevenzione più conveniente contro la malaria e fanno parte degli Obiettivi di sviluppo del Millennio (OSM). Generalmente i LLIN vengono acquistati da gruppi di donatori e consegnati tramite reti di distribuzione nazionali.
Gli ITN proteggono le persone che dormono sotto di loro e contemporaneamente uccidono le zanzare che entrano in contatto con le zanzariere. Con questo metodo viene fornita una certa protezione agli altri, comprese le persone che dormono nella stessa stanza ma non sotto la rete. Tuttavia, la modellazione matematica ha suggerito che la trasmissione della malattia può essere esacerbata dopo che le zanzariere hanno perso le loro proprietà insetticide in determinate circostanze. Sebbene gli utenti ITN siano ancora protetti dalla barriera fisica della rete, i non utilizzatori potrebbero sperimentare un aumento del tasso di morsi poiché le zanzare vengono allontanate dagli utenti. La modellazione suggerisce che ciò potrebbe aumentare la trasmissione quando la densità della popolazione umana è alta o a densità umane inferiori quando le zanzare sono più abili nel localizzare i loro "pasti di sangue".
Nel dicembre 2019 è stato riferito che le popolazioni dell'Africa occidentale di Anopheles gambiae includono mutanti con livelli più elevati di proteina dell'appendice sensoriale 2 (un tipo di proteina chemosensoriale nelle gambe), che si lega ai piretroidi, sequestrandoli e impedendo così loro di funzionare, rendendo così le zanzare con questa mutazione hanno maggiori probabilità di sopravvivere al contatto con le zanzariere.

### Distribuzione
Mentre alcuni esperti sostengono che le organizzazioni internazionali dovrebbero distribuire gratuitamente ITN e LLIN alle persone per massimizzare la copertura (poiché una tale politica ridurrebbe le barriere di prezzo), altri insistono sul fatto che la condivisione dei costi tra l'organizzazione internazionale e i destinatari porterebbe a un maggiore utilizzo della rete (sostenendo che le persone apprezzeranno di più un bene se lo pagano). Inoltre, i sostenitori della condivisione dei costi sostengono che una tale politica garantisce che le reti siano assegnate in modo efficiente alle persone che ne hanno più bisogno (o sono più vulnerabili alle infezioni). Attraverso un "effetto selezione", sostengono, le persone che hanno più bisogno delle zanzariere sceglieranno di acquistarle, mentre quelle meno bisognose rinunceranno.
Tuttavia, uno studio controllato randomizzato sull'assorbimento di ITN tra le donne incinte in Kenya, condotto dagli economisti Pascaline Dupas e Jessica Cohen, ha rilevato che la condivisione dei costi non aumenta necessariamente l'intensità di utilizzo degli ITN né induce l'assorbimento da parte di coloro che sono più vulnerabili alle infezioni, rispetto a una politica di distribuzione gratuita. In alcuni casi, la condivisione dei costi può ridurre la domanda di zanzariere erigendo una barriera di prezzo. Le scoperte di Dupas e Cohen supportano l'argomentazione secondo cui la distribuzione gratuita di ITN può essere più efficace della condivisione dei costi per aumentare la copertura e salvare vite umane. In un'analisi del rapporto costo-efficacia, Dupas e Cohen osservano che "la condivisione dei costi è nella migliore delle ipotesi leggermente più conveniente rispetto alla distribuzione gratuita, ma la distribuzione gratuita porta a molte più vite salvate".
I ricercatori basano le loro conclusioni sull'efficacia in termini di costi della distribuzione gratuita sui comprovati vantaggi di ricaduta di un maggiore utilizzo di ITN. Gli ITN proteggono gli individui o le famiglie che li utilizzano e proteggono le persone nella comunità circostante in due modi.
- In primo luogo, gli ITN uccidono direttamente le zanzare adulte infette dal parassita della malaria, il che aumenta il loro tasso di mortalità e può quindi ridurre la frequenza con cui una persona nella comunità viene morsa da una zanzara infetta[34].
- In secondo luogo, alcuni parassiti della malaria richiedono giorni per svilupparsi nelle ghiandole salivari della zanzara vettore. Questo processo può essere accelerato o rallentato dalle condizioni meteorologiche; più precisamente il calore[35]. Plasmodium falciparum, ad esempio, il parassita responsabile della maggior parte dei decessi nell'Africa subsahariana, impiega 8 giorni per maturare. Pertanto, la trasmissione della malaria all'uomo non avviene fino a circa il decimo giorno, sebbene richieda pasti di sangue a intervalli da 2 a 5 giorni[36]. Uccidendo le zanzare prima della maturazione del parassita della malaria, gli ITN possono ridurre il numero di incontri di zanzare infette con gli esseri umani[34].

Quando un gran numero di zanzariere viene distribuito in un'area residenziale, i loro additivi chimici aiutano a ridurre il numero di zanzare nell'ambiente. Con meno zanzare, le possibilità di infezione da malaria per riceventi e non riceventi sono significativamente ridotte.
Sfortunatamente, gli ITN standard devono essere sostituiti o trattati nuovamente con insetticida dopo sei lavaggi e, pertanto, non sono visti come una soluzione conveniente ed efficace a lungo termine al problema della malaria.
Di conseguenza, le industrie delle zanzariere e dei pesticidi hanno sviluppato le cosiddette zanzariere insetticide a lunga durata, che utilizzano anche insetticidi piretroidi. Esistono tre tipi di LLIN: rete in poliestere con un insetticida legato alla superficie esterna della fibra della rete mediante una resina; polietilene che ha insetticida incorporato nella fibra e polipropilene che ha insetticida incorporato nella fibra. Tutti i tipi possono essere lavati almeno 20 volte, ma la durata fisica può variare. Un'indagine condotta in Tanzania ha concluso che la vita effettiva delle reti in poliestere era di 2 o 3 anni; con i LLIN in polietilene ci sono dati a sostegno di oltre 5 anni di vita con prove che mostrano reti che erano ancora efficaci dopo 7 anni. Quando si calcola il costo dei LLIN per campagne di prevenzione della malaria su larga scala, il costo dovrebbe essere diviso per il numero di anni di vita prevista: una rete più costosa può essere più economica nel tempo. Inoltre, al calcolo vanno aggiunti i costi logistici per la sostituzione delle reti.

### Prove scientifiche
Una revisione di 22 studi controllati randomizzati sugli ITN ha rilevato (per la malaria da Plasmodium falciparum) che gli ITN possono ridurre le morti nei bambini di un quinto e gli episodi di malaria della metà.
In particolare, nelle aree di malaria stabile "gli ITN hanno ridotto l'incidenza di episodi malarici non complicati del 50% rispetto a chi non utilizza le reti, e del 39% rispetto a reti non trattate" e nelle aree di malaria instabile "del 62% rispetto a chi non utilizza le reti e del 43% rispetto alle reti non trattate". Pertanto, la revisione ha calcolato che per ogni 1000 bambini protetti da ITN, ogni anno sarebbero salvate 5,5 vite.
Negli anni 1999 e 2010 è stata registrata l'abbondanza di densità di femmine di Anopheles Gambiae nelle case in tutto il Kenya occidentale. Questo set di dati è stato abbinato ai dati spaziali dell'utilizzo della rete del letto per determinare la correlazione. I risultati hanno mostrato che dal 2008 al 2010 la densità di popolazione relativa delle femmine di Anopheles Gambiae è diminuita dal 90,6% al 60,7%. La conclusione di questo studio ha mostrato che con l'aumentare del numero di case che utilizzavano zanzariere trattate con insetticida, la densità di popolazione delle femmine di Anopheles Gambiae diminuiva. Questo risultato variava tuttavia da regione a regione in base all'ambiente locale.
Uno studio del 2019 su PLoS ONE ha rilevato che una campagna per distribuire zanzariere nella Repubblica Democratica del Congo ha portato a un calo della mortalità del 41% per i bambini sotto i cinque anni che vivevano in aree ad alto rischio di malaria.

## Problemi associati
È noto che la malaria e altri arbovirus contribuiscono alla disparità economica all'interno di quel paese e viceversa. Questo apre la scena alla corruzione associata alla distribuzione di aiutanti di autoprotezione. È più probabile che i membri meno abbienti della società si trovino più vicini all'habitat principale dei vettori e meno probabilità di essere protetti dai vettori. Questo aumento della probabilità di essere infettati aumenta la domanda di autoprotezione che quindi consente prezzi più elevati e una distribuzione non uniforme dei mezzi di autoprotezione. Una diminuzione del reddito pro capite esagera un'elevata domanda di risorse come acqua e cibo, con conseguenti disordini civili tra le comunità. La protezione delle risorse e il tentativo di ottenere risorse sono entrambi motivo di conflitto.
È stato osservato che le zanzariere vengono utilizzate nella pesca in tutto il mondo, dove la loro resistenza, leggerezza e accessibilità gratuita o economica le rendono uno strumento attraente per la pesca. Le persone che li usano per la pesca catturano un gran numero di avannotti.

## Alternative
Le zanzariere riducono il flusso d'aria in una certa misura e dormire sotto una rete è più caldo che dormire senza, il che può essere scomodo nelle zone tropicali senza aria condizionata.
Alcune alternative sono:
- L'uso di un ventilatore per aumentare il flusso d'aria[48].
- L'applicazione di un repellente per insetti sulla pelle; questo può anche essere meno efficace (riducendo piuttosto che eliminare i morsi), più costoso e può comportare rischi per la salute con l'uso a lungo termine.
- L'uso di irrorazione residua interna di insetticidi. Questa era una pratica comune alla fine del XX secolo. Tuttavia, a causa di una maggiore consapevolezza dei rischi ambientali associati all'insetticida DDT utilizzato per alcuni di questi programmi, questa pratica è diventata meno comune. Ad esempio, i finanziamenti americani per i programmi africani sono stati tagliati e il numero di soggetti infetti da malaria è salito alle stelle. Per vedere i risultati dell'uso dei programmi di irrorazione residua indoor, l'80% delle case nell'area interessata deve essere irrorato e l'applicazione dell'insetticida deve essere costante per sopprimere alcune specie che sono immuni all'insetticida stesso[49]. L'applicazione su larga scala comporta una dipendenza dall'irrorazione continua. Se lo stile di applicazione aggressivo non viene mantenuto, aumenta il rischio di un aumento delle zanzare geneticamente resistenti. Ciò si tradurrebbe in definitiva in un processo di mediazione irrealistico[50].

## Versione elettrica
La zanzariera elettrica è un apparecchio elettrico composto da una lampada fluorescente, da una griglia metallica elettrificata e a seconda del modello, anche da una o più ventole con effetto aspirante.